# Т-3000
T-3000 — Версія термінатора, яка зображена у ролі Джона Коннора, якого перед відправленням Кайла Риза в минуле знешкоджує та піддає змінам «Скайнет» у вигляді солдата «Опору», у п'ятій частині фільму Термінатор: Генезис.

## Довідка
У відчайдушних спробах забезпечити своє виживання, зловмисник зі штучного інтелекту Skynet створює собі аватар у вигляді Т-5000 (Метт Сміт). Цей Термінатор подорожує по багатьох хронологіях, шукаючи спосіб подолати Опір Людини, і врешті -решт проникає в нього під виглядом бійця на ім'я Алекс. "Алекс" присутній як солдат, коли Джон Коннор і Кайл Різ (Джай Кортні) відкривають машину часу Скайнет в кінці війни з машинами. Оскільки Кайл відправляється назад, щоб захистити матір Джона Сару Коннор (Емілія Кларк) від Термінатора Т-800, посланого вбити її в 1984 році, "Алекс" здійснює його атаку. Він вбиває всіх інших солдатів поблизу і заражає Джона Коннора наномашинами, перетворюючи його в нового гібридного термінатора, позначеного як Т-3000. Перетворення Джона Коннора на Термінатора, коли Кайл подорожує у часі, виявляється такою великою подією, що викликає парадокс дідуся, що руйнує хронологію, повністю переписуючи минуле та майбутнє.
Т-3000 був відправлений у минуле до 2014 року і отримав місію допомогти Cyberdyne Systems у розробці нової операційної системи під назвою Genisys, на додаток до революційної роботизованої технології та технології подорожей у часі, яка насправді є Skynet та відтворенням її машин . Коли Сара і Кайл прибувають у 2017 році, він зустрічає їх у лікарні і переконує, що це справді Джон Коннор, але його маскування розкриває «Гардіан» (перепрограмований Т-800, зображений Шварценеггером). Т-3000 бере участь у трійці в кількох руйнівних боях. Під час останнього бою з Guardian Т-3000 розпадається під дією магнітного поля прототипу машини часу. Однак, незважаючи на те, що глобальна атака Skynet була зірвана, Т-3000 вдалося забезпечити своє виживання на цій шкалі часу.

"Гардіан" пояснює під час фільму, що перед остаточною битвою між Скайнетом та Опором, колишні намагалися створити новий тип інфільтратів, заразивши в'язнів матерією фази машини, але суб'єкти збожеволіли і померли; Джон Коннор був єдиним суб'єктом, який пережив трансформацію, розумно недоторкану, хоча зараз лояльну до Скайнет, на відміну від своєї попередньої вірності людству.